# Ima (Brian Transeau)
Ima è il primo album in studio del produttore di musica elettronica statunitense BT, pubblicato nel 1995.

## Tracce
Versione CD
1. Nocturnal Transmission – 9:07
2. Quark – 7:22
3. Tripping the Light Fantastic – 6:31
4. Sasha's Voyage of Ima – 42:31
  - Embracing the Future (Embracing the Sunshine Mix)
  - Quark
  - Deeper Sunshine
  - Loving You More (BT's Garden of Ima Dub / BT's Final Spiritual Journey)
  - Nocturnal Transmission
  - Tripping the Light Fantastic
5. Divinity – 10:59

## Formazione
- BT - voce, strumenti, programmazione
- Tori Amos - voce in Blues Skies
- Vincent Covello - voce in Loving You More
- Sasha - DK mix (Sasha's Voyage of Ima)